# Мајордом
Мајордом је била средњовековна титула и служба. Највише се користила у Франачкој током 7. и 8. века. Током 7. века, служба мајордома се развија у велику и праву моћ на краљевском двору у Аустразији, североисточном делу Франачке под Меровинзима. Мајордом је доносио одлуке, а краљ је почео вршити само церемонијалне функције. Касније се мајордоми појављују и у осталим деловима Франачке, тј. у Неустрији и Бургундији.
Функција мајордома постала је наследна у породици Пипинида. Након уједињења Аустразије и Неустрије, мајордом Пипин Мали преузима меровиншку круну и успоставља нову краљевску линију Каролинга. Његов син Карло Велики је 800. године постао цар Светог римског царства. 

## Друга значења
Мајордом може означавати и главног слугу у аристократској кући. Рангиран је изнад батлера и био је одговоран за све управне и финансијске послове свога газде. У француском језику реч мајордом се још увек користи, али означава и слуге нижег ранга.